# Långtjärnen (Jokkmokks socken, Lappland, 734227-167678)
Långtjärnen är en sjö i Jokkmokks kommun i Lappland och ingår i Piteälvens huvudavrinningsområde. Sjön har en area på 0,121 kvadratkilometer och ligger 463 meter över havet.

## Delavrinningsområde
Långtjärnen ingår i det delavrinningsområde (734089-167515) som SMHI kallar för Inloppet i None. Medelhöjden är 358 meter över havet och ytan är 9,91 kvadratkilometer. Räknas de 3 avrinningsområdena uppströms in blir den ackumulerade arean 150,76 kvadratkilometer. Telebäcken (Kuorsjojåkkå) som avvattnar avrinningsområdet har biflödesordning 4, vilket innebär att vattnet flödar genom totalt 4 vattendrag innan det når havet efter 142 kilometer. Avrinningsområdet består mestadels av skog (75 procent) och sankmarker (14 procent). Avrinningsområdet har 1,03 kvadratkilometer vattenytor vilket ger det en sjöprocent på 10,4 procent.